# Postępowanie następcze
Postępowanie następcze – jedna z kategorii postępowania dodatkowego. Prowadzi się je już po uprawomocnieniu się wyroku. Zalicza się do niego postępowanie w sprawie o odszkodowanie za niesłuszne skazanie, aresztowanie lub zatrzymanie, postępowanie ułaskawieniowe i postępowanie w sprawie wyroku łącznego.